# Андреа Гез
Андреа Мия Гез (на английски: Andrea Mia Ghez) е американска астрономка и астрофизичка, професор в катедрата по физика и астрономия на Калифорнийския университет-Лос Анджелис. В изследванията си тя се фокусира върху центъра на галактиката Млечен път. През 2020 г. тя става четвъртата жена, която е наградена с Нобелова награда за физика, като разделя наградата с Райнхард Генцел (другата половина от наградата е дадена на Роджър Пенроуз). Призът е даден на Гез и Гензел за откритието им на супермасивен компактен обект (сега широко приет за черна дупка) в центъра на галактиката Млечен път.

## Биография
Гез е родена в Ню Йорк в семейството на Сузан (Гейтън) и Гилбърт Гез. Баща ѝ е от еврейски произход и е роден в Рим в семейството с произход от Тунис и Франкфурт. Майка ѝ е от ирландско семейство от Норт Атълборо, САЩ.

## Избрани публикации

### Научни публикации
- Ghez, Andrea M. и др. The Multiplicity of T Tauri Stars in the Taurus-Auriga & Ophiuchus-Scorpius Star Forming Regions: A 2.2 micron Imaging Survey //  Astronomical Journal 106.   1993. DOI:10.1086/116782. с. 2005 – 2023.
- Ghez, Andrea M. и др. High Spatial Resolution Imaging of Pre-Main Sequence Binary Stars: Resolving the Relationship Between Disks and Close Companions //  Astrophysical Journal 490 (1).   1997. DOI:10.1086/304856. с. 353 – 367.
- Ghez, Andrea M. и др. High Proper Motions in the Vicinity of Sgr A*: Evidence for a Massive Central Black Hole //  Astrophysical Journal 509 (2).   1998. DOI:10.1086/306528. с. 678 – 686.
- Ghez, A. M. и др. The Accelerations of Stars Orbiting the Milky Way's Central Black Hole //  Nature 407 (6802).   2000. DOI:10.1038/35030032. с. 349 – 351.
- Ghez, A. M. и др. The First Measurement of Spectral Lines in a Short-Period Star Bound to the Galaxy's Central Black Hole: A Paradox of Youth //  Astrophysical Journal Letters 586 (2).   January 1, 2003. DOI:10.1086/374804. с. L127.
- Ghez, A. M. и др. Measuring Distance and Properties of the Milky Way's Central Supermassive Black Hole with Stellar Orbits //  Astrophysical Journal 689 (2).   January 1, 2008. DOI:10.1086/592738. с. 1044 – 1062.

### Книги
- Ghez, Andrea Mia, Cohen, Judith Love. You Can Be a Woman Astronomer.   Cascade Pass, 2006. ISBN 978-1-880599-78-5.